# Maria Schottenius
Anna Maria Schottenius, född 3 november 1953 i Kalmar, är en svensk litteraturvetare och journalist, skribent för Dagens Nyheters kulturredaktion.

## Biografi
Schottenius disputerade 1992 i litteraturvetenskap med en doktorsavhandling om Kerstin Ekmans författarskap. 
Schottenius var 1992–1993 redaktör på BLM. Därefter var hon 1993 till 2002 kulturchef på Expressen. Sedan blev hon kulturråd i London. Den 1 februari 2004 kom hon till Dagens Nyheter som chef för kulturredaktionen, en befattning som hon lämnade i samband med en genomgripande organisatorisk förändring i början av år 2010. Hon efterträddes av Björn Wiman.

### Familj
Schottenius är gift med Olle Svenning. Hon har noterat att Petrus Johannis Schottenius är en tidig anfader.